# ゼチラ・ムショビッチ
ゼチラ・ムショビッチ（Zećira Mušović、1996年5月26日 - ）は、スウェーデン・ファールン出身の女子サッカー選手。スウェーデン女子代表。ウィメンズ・スーパーリーグのチェルシーFC所属。ポジションはゴールキーパー。

## 経歴
ゼチラ・ムショビッチの両親はボスニアとの国境にあるセルビア出身で、彼女の3人の兄弟もそこで生まれた。彼女自身は、家族がスコーネに移住する前にファルンで生まれた。
スウェーデンでもイングランドでも強豪クラブに所属。チェルシーでは2020、2021年にリーグとカップ戦の2冠を達成。
スウェーデン代表では2019 FIFA女子ワールドカップで3位、2020年東京五輪で銀メダルを獲得し、UEFA欧州女子選手権2022では準決勝に進出した。
スウェーデン代表では控えであったが、彼女に転機が訪れたのは欧州女子選手権2022の準決勝でイングランドに0-4で大敗した事。試合には出場しなかったが、その後はイエニフェル・ファルクと交互に起用されるようになり、2023 FIFA女子ワールドカップ本大会でのスタメンを勝ち取った。
8月6日、2023 FIFA女子ワールドカップ・決勝トーナメントの1回戦アメリカ戦において12本も枠内シュートを浴びながら全てファインセーブして無失点で凌ぎきり、PK戦の末に勝利。前回大会の女王を破ったこの試合でVISAプレイヤー・オブ・ザ・マッチに輝いた。

## タイトル

### チーム

#### FCローゼンゴード
- ダームアルスヴェンスカン (3): 
  - 優勝: 2013,2014,2015
- スヴェンスカ・クッペン・ダメル (3):
  - 優勝: 2016,2017,2018
- スヴェンスカ・スーペクッペン（英語版） (2):
  - 優勝: 2015, 2016

#### チェルシーFC
- ウィメンズ・スーパーリーグ (3): 
  - 優勝: 2020–21,2021–22,2022–23
- FA女子リーグカップ (1):
  - 優勝: 2020–21
- FA女子カップ (1):
  - 優勝: 2021–22, 2022–23

#### スウェーデン代表
- FIFA女子ワールドカップ (1):
  - 3位: 2019
- オリンピック (1):
  - 準優勝: 2020
- アルガルヴェ・カップ (2): 
  - 優勝: 2018,2022

### 個人
- 2023 FIFA女子ワールドカップ VISAプレイヤー・オブ・ザ・マッチ (1): 
  - ラウンド16: アメリカ戦